# آمگون
آمگون (انگلیسی: Amgun) یک رود در استان آمور کشور روسیه است.